# Diostracus yukawai
Diostracus yukawai är en tvåvingeart som beskrevs av Sadao Takagi 1968. Diostracus yukawai ingår i släktet Diostracus och familjen styltflugor. Inga underarter finns listade i Catalogue of Life.